# Hoedekenskerke

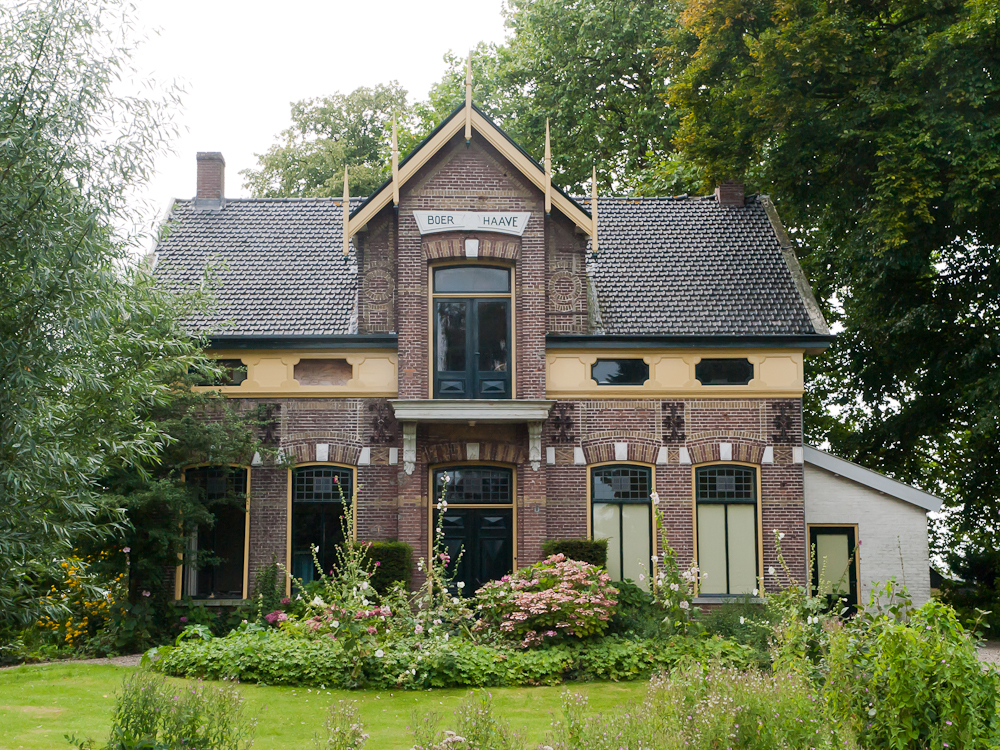
Edificio classificato come rijksmonument a Hoedekenskerke

Hoedekenskerke  è un villaggio di circa 700 abitanti del sud-est dei Paesi Bassi, facente parte della provincia della Zelanda e situato nella penisola di Zuid-Beveland ed affacciato sulla Schelda Occidentale. Dal punto di vista amministrativo, si tratta di un ex-comune, dal 1970 accorpato alla municipalità di Borsele.

## Geografia fisica
Hoedekenskerke si trova nella parte sud-orientale dello Zuid-Beveland, tra le località di Gravenpolder e Scheldeoord (rispettivamente a sud della prima e a nord della seconda), a circa 2 km a nord di Bakendorp.

## Origini del nome
Il toponimo Hoedekenskerke significa letteralmente "Chiesa di Oedekijn", dove Odekijn è il nome del fondatore.

## Storia

### Dalle origini ai giorni nostri
Il villaggio sorse nel Medioevo, quando un certo Oedekijn (v. anche la sezione "Origini del nome") costruì una cappella in loco.
Nel XVII secolo, Hoedekenskerke divenne uno dei villaggio più importanti dello Zuid-Beveland, in particolare dopo che il vicino villaggio di Oostende era sprofondato nella Schelda (1524) e dopo aver annesso il villaggio di Vinningen: nel 1696, veniva descritto dai visitatori come "un villaggio delizioso, con molte strade piene di case e con una bella chiesa".

### Simboli
Nello stemma di Hoedekenskerke sono raffigurati tre cappelli d'oro su sfondo rosso nella parte superiore e 9 simboli dell'ermellino (5 sulla riga superiore e 4 sulla riga inferiore) su sfondo bianco.
I tre cappelli simboleggerebbero le tre donne che, secondo una leggenda, avrebbero deciso di fondare una chiesa in loco. Nell'altra parte è invece raffigurato lo stemma della famiglia De Vrieze, originaria del vicino villaggio di Oostende.

## Monumenti e luoghi d'interesse
Hoedekenskerke conta 3 edifici classificati come rijksmonumenten e 2 edifici classificati come gemeentelijke monumenten.

### Chiesa gotica
Tra i monumenti di Hoedekenskerke, figurano i resti della chiesa gotica del XV secolo nella Kerkstraat, chiesa di cui ora è visibile soltanto il coro, dopo che nel XIX secolo la torre e la navata sono andate distrutte.

### 't Wienkeltje van Wullempje
Altro edificio d'interesse è 't Wienkeltje van Wullempje, che fu la dimora di Willem de Bart.

### Koutermolen
Altro edificio d'interesse è il Koutermolen, un mulino a vento risalente al 1874.

## Società

### Evoluzione demografica
Al censimento del 2015, Hoedekenskerke contava una popolazione pari a 712 abitanti.
Nel 2009, contava 746 abitanti, mentre nel 2010 ne contava 724, nel 2011 741, nel 2012 747, nel 2013 711 e nel 2014 710.

## Sport
- SV Hoedekenskerke, società polisportiva che comprende anche la squadra di calcio.[9]